# Dorota Kawecka
Dorota Kawecka (ur. ?) – polska funkcjonariuszka wojskowych służb specjalnych w stopniu pułkownika, od 2023 Szef Służby Wywiadu Wojskowego (do 2024 jako p.o.).

## Życiorys
Służbę w wojskowych służbach specjalnych rozpoczęła ok. 2002, dochodząc do rangi pułkownika Służby Wywiadu Wojskowego. Pracowała m.in. w pionie analitycznym, gdzie zajmowała się wywiadem radioelektronicznym SIGINT i awansowała na dyrektora pionu zajmującego się tą tematyką. Pracowała także w Wojskowym Korpusie Dyplomatycznym w Londynie w charakterze p.o. attaché obrony (ok. 2016).
19 grudnia 2023 powierzono jej obowiązki szefa Służby Wywiadu Wojskowego. 5 marca 2025 powołana na stanowisko szefa SWW, stając się pierwszą w historii Polski kobietą stojącą na czele wojskowych służb wywiadowczych.